# 瓦磘厝
瓦磘厝，是臺灣彰化縣埔心鄉的一個傳統地域名稱，位於該鄉東部。相較於今日行政區，其範圍大致瓦南村、瓦中村、瓦北村、油車村東部的瑤鳳路二段與瑤鳳路二段266巷所夾地區。

## 歷史
台灣清治末期至日治初期，瓦磘厝地區為一街庄，稱為「瓦磘厝庄」，隸屬於武西堡。該庄北與南平庄為鄰，東與員林街、田中央庄為鄰，南邊為太平庄，西邊為大埔心庄。
1901年（日治明治三十四年）11月，全台廢縣廳改設二十廳，該庄隸屬於彰化廳。1903年（明治三十六年）6月，該庄編入「大埔心區」，隸屬於彰化廳。1909年（明治四十二年）10月，合併二十廳為十二廳，大埔心區改隸屬於臺中廳。1920年（大正九年），該庄改制為「瓦磘厝」大字，隸屬於臺中州員林郡坡心庄。
戰後坡心庄改制為埔心鄉，隸屬於臺中縣，大字亦改制為村。1950年10月，中、彰、投分治，埔心鄉改隸屬彰化縣。

## 聚落
本地區發展較早的聚落為瓦磘厝，在日治期初期的官方地圖上已有記載。

## 交通
台鐵縱貫線是台灣西部的南北鐵路幹線，大致以北向轉南經過瓦磘厝地區東部邊界外不遠處。北側最近的車站是員林車站，屬一等站，停靠部分普悠瑪號、太魯閣號，絕大部分自強號及其餘全部列車；南側最近的是永靖車站，屬招呼站，僅停靠區間車。由此等可前往台鐵沿線各站。
省道台1線（中山路二段～一段）又稱「縱貫公路」，是台北至屏東楓港的傳統平面幹道，大致以北向南轉北北東—南南西走向經過本地區東端及東南部邊界地帶。由該道路向北可前往員林、大村、花壇、彰化等地，向西南可前往永靖、田尾、北斗、溪洲等地。
省道台76線即「東西向快速公路－漢寶草屯線」，是員林大排兩側高架道路，目前僅通行埔鹽至草屯路段，大致以西北－東南走向轉北北西－南南東走向繞大彎轉西北西－東南東走向經過本地區西北部凸出部分，以及西部與南部邊界地帶。由該道路向西北可前往溪湖東北端、埔鹽與大村交界地帶及國道1號埔鹽系統交流道、埔鹽與秀水交界地帶、埔鹽與福興交界地帶並止於埔鹽交流道，向東南東轉東可前往員林南部、南投西北部、草屯西南部並止於國道3號中興系統交流道。縣道144號是與省道台76線併行的員林大排兩側平面道路。由該道路向西北至省道台76線埔鹽交流道後可續行前往福興西北部並止於省道台61線福興交流道，向東南東轉東可前往員林並止於其市區東南郊的縣道137號路口。
縣道148號（員鹿路一段、員鹿路）是王功至草屯的道路，大致以西南西－東北東走向轉西北西－東南東走向再轉西向東經過本地區西部、中部、東北部及北部邊界最東段。由該道路向西南西轉西微北可前往埔心市區、國道1號員林交流道、溪湖、二林北部、芳苑的王功等地，往東可前往員林、芬園、草屯等地。
鄉道彰52線（瑤鳳路二段）是南港至瓦磘厝的道路，其東側端點位於本地區中部偏東北的縣道148號路口。由此向西北轉西再轉西北西，經員林大排的省道台76線高架橋／縣道144號／油車店橋後至本地區西部邊界北段，沿邊界向西北轉西北西蜿蜒而行，出境後可前往坡心北部、梧鳳、三塊厝東北部的竹圍、南港並止於鄉道彰44線、彰47線（起點）路口。
鄉道彰55線（源潭路、源泉路）是馬鳴山至員林的道路，其南側端點位本地區東北部邊界地帶的縣道148號路口。由此向西北轉西微南沿邊界而行，再轉西北出境後可前往南平地區的大三角潭聚落，轉南南西再轉西南回到本地區北部邊界西段，轉西北沿邊界而行，出境後可前往南平與坡心交界地帶、坡心北部凸出部分、大崙、大崙與加錫交界地帶、加錫、陝西、秀水、安東、馬鳴山並止於鄉道彰18線路口。
鄉道彰85線（東明路、明聖路四段～三段）是瓦磘厝至太平的道路，其北側端點位於本地區中部偏東北的縣道148號路口，也是鄉道彰52線終點路口。由此向南南東繞大彎轉南南西再轉南南東再繞大彎轉西南至員林大排的省道台76線高架橋／縣道144號路口，轉西北西與縣道144號共線一小段路口，轉南南西過瓦平橋出境後，轉南可前往太平並止於其東南部鄉道彰80線路口。

## 學校
- 明聖國小